# Pseudosynagelides
Pseudosynagelides là một chi nhện trong họ Salticidae.

## Các loài
Chi này có các loài:
- Pseudosynagelides australensis Żabka, 1991
- Pseudosynagelides bunya Żabka, 1991
- Pseudosynagelides elae Żabka, 1991
- Pseudosynagelides monteithi Żabka, 1991
- Pseudosynagelides raveni Żabka, 1991
- Pseudosynagelides yorkensis Żabka, 1991